# Neurofisiologia
La neurofisiologia és la branca de la fisiologia i la psicologia que estudia el sistema nerviós. En qualsevol acció o conducta d'un organisme està present el sistema nerviós. Qualsevol canvi en el seu desenvolupament és resultat de modificacions funcionals d'aquest sistema. La neurofisiologia s'ocupa de revelar com funciona aquest complicat sistema i com produeix la varietat de models de conductes que manifesten els organismes. No obstant això, malgrat els avenços produïts en la investigació, sobretot en els aspectes bioquímics i elèctrics, es té la convicció que és molt més el que es desconeix.

## Neurones i conductes

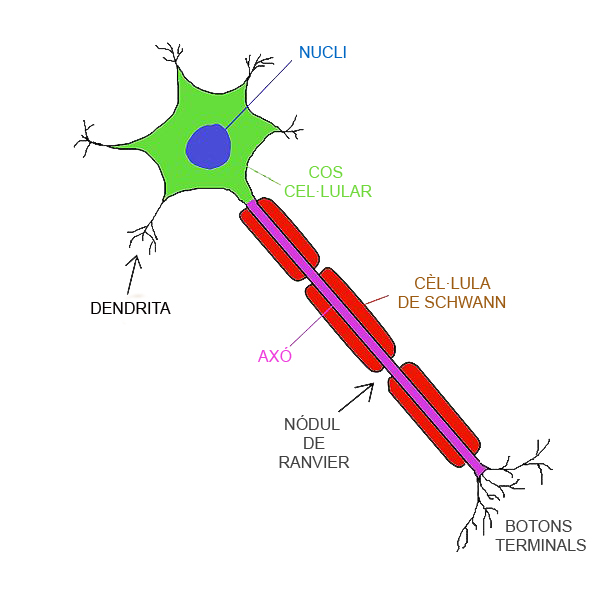
La neurona és la cèl·lula més important del sistema nerviòs

Darrere de la capacitat humana de percebre, actuar, recordar, sentir i decidir entre d'altres, i a més a fer-ho de forma adient a la situació i a les circumstàncies demandades per l'entorn hi ha bilions de cèl·lules implicades en el funcionament del sistema nerviós, les més importants de les quals són les neurones. De neurones n'hi ha de dfierents formes i varietats en funció de la seva especialitat, tot i que generalment tenen les 4 estructures següents:
- Soma o cos cel·lular: Conté el nucli i les característiques d'una cèl·lula normal i unes estructures exclusives anomenades els microtúbuls que fan la funció de transport des del soma fins a l'axó.

- Dendrites: Prolongacions que parteixen del soma, aferents, encarregades de rebre l'impuls nerviós.

- Axó: Tub llarg i prim, envoltat per una mena de funda, que li permet accelerar la conducció de l'impuls, anomenada beina de mielina i que està formada per les cèl·lules de Schwann al sistema nerviós perifèric i per l'oligodendroglia al sistema nerviós central i que deixen al descobert petites part de l'axó conegudes com a nóduls de Ranvier per on la neurona entra en contacte amb el líquid extracel·lular. L'axó amb la beina rep el nom de fibra nerviosa.

- Botons Terminals: En els extrems són unes ramificacios que secreten una substància química anomenada substància transmissora o neurotransmissor que inhibeix o excita la neurona.[1]

## Interaccions neuronals
La interacció entre dues neurones és un fenomen químic i elèctric, que treballa amb la base d'un impuls nerviós. La comunicació entre neurones es fa mitjançant la sinapsis que pot tenir un efecte inhibidor o excitador en la neurona, el que suposen a la llarga conductes diferents en forma de contracció muscular.

## Fenomen elèctric
El missatge que és conduït al llarg de l'axó, des del cos cel·lular als botons terminals, i rep el nom de potencial d'acció. Per una altra banda el potencial de repòs es produeix atès que diversos ions es troben en diferents concentracions en els líquids de l'interior i de l'exterior de la cèl·lula.

## Fenomen químic

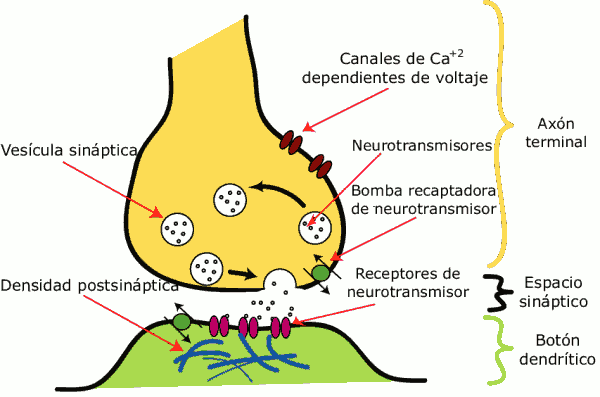
El procés sinàptic

Les neurones no contacten entre si sinó que hi ha un espai intersinàptic on la neurona excitada allibera unes substàncies químiques que produeixen efectes despolaritzadors sobre la membrana de la neurona posterior i així té lloc la transmissió nerviosa. Com que la transmissió sinàptica és unidircional, odem parlar de neurona pre-sinaptica i neurona post-sinaptica. El procés de transmissió suposa les següents fases:
- La síntesi de la substància transmissora.
- L'emmagatzament en les vesícules sinàptiques.
- L'alliberació a l'espai sinàptic.
- Interacció amb la neurona post-sinàptic i obertura dels canals iònics en la membrana postsinàptica.

Les classes de sinapsi, difereixen en funció de l'efecte que tingui la neurona presinàptica sobre la postsinàptica:
- Excitadora: Despolaritza (PEP) el potencial de repòs de la neurona postsinàptica i excita la neurona posterior.
- Inhibidora: Hiperpolaritza (PIP) el potencial de repòs de la neurona postsinàptica, és a dir, disminueix la seva excitabilitat.

## Anatomia funcional del sistema nerviós central

### La medul·la espinal
Allotjada en el conducte raquidi o columna vertebral, és l'encarregada de distribuir les fibres motores cap als òrgans efectors del cos (glàndules i músculs) i recull la informació somatosensorial que ha d'arribar al cervell. La medul·la té cert grau d'autonomia respecte al cervell, ja que s'hi localitzen diversos circuits reflex. La medul·la espinal consta de substància blanca (feixos ascedents i descedents d'axons mielinitzats) i que se situa a la perifèria, i la substància grisa formada per cossos neuronals i axons curts no mielinitzats,

### Encèfal
és la porció superior del Sistema nerviòs central i el conformen el cervell, el cerebel i el Tronc encefàlic.

#### Cervell
De forma ovoida, es conforme en dos hemisferis formats cada un per substància blanca, substància grisa i cavitats ventriculars i seratspe cos callós.
- Substància blanca: Constituïda per fibres (axons i dendrites) on cal destacar les fibres comissurals o comissures interhemisfèriques com el cos callòs, la comissura blanca anterior que enllaça el còrtex temporal i el sistema límbic i la comisura hipocàmpica.

- La Substància grisa: Constituïda principalment per neurones es localitza a l'escorça cerebral i els nuclis de base:
  - Escorça cerebral: es disposen en 6 capes, que poden separar-se en 2 grups segons la seva funció:
    - Les 4 capes exteriors reben informació d'axons d'altres àrees del cervell.
    - Les dues capes interiors envien axons a altres àrees del cervell.

El còrtex es pot dividir en 3 parts:
- Neocòrtex: és l'escorça que cobreix els dos hemisferis i es subdivideix en 4 lòbuls: frontal, parietal, temporal i occipital.
- Archicòrtex: La més antiga i s'encarrega dels instints primaris bàsics.
- Paleocòrtex: Capa del mig que es relaciona amb l'olfacte.

Tot el neocòrtex té la mateixa estructura bàsica de neurones en 6 capes, i es pot dividir en 40 àrees (àrees de Brodmann) i en 3 zones:
- Sensitiva: Rep informació de tots els sistemes sensitius d'entrada (aferents).
- Motora: Controla l'activitat de músculs i glàndules.
- Associació: Involucrada en funcions de conducta de major complexitat.

Si tenim en compte el mapa funcional podem separar-ho en:
- zones sensitives primàries
- Zones motores primàries
- zones d'associació sensorial

#### Cerebel
És l'encarregat del control de l'equilibri i del moviment voluntari. La seva funció és establir ajustos correctors de les activitats motrius desencadenades per altres parts de l'encèfal.

#### Tronc de l'encèfal
És la connexió entre cervell, cerebel i medul·la. Està constituït per:
- Mesencèfal: On es troba el centre dels moviments dels ulls i les estacions de connexió dels reflexos motivats per excitacions visuals o auditives.
- Protuberància: Rep les sensacions de l'oïda i l'equilibri.
- Bulb raquidi: Assegura el desenvolupament normal d'algunes funcions de la vida de relació (mobilitat i postura).

## Sistemes de suport del sistema nerviós central

### Cèl·lules de suport
Són cèl·lules que tenen funcions de suport, d'aïllament, de defensa i de nutrició de les neurones, el seu conjunt rep el nom de neuroglia. Parlem de:
- Astrocits
- Microglia
- Oligodendroglia
- Cèl·lules ependimals

### Barrera hematoencefàl·lica
Barrera funcional entre la sang i el fluid que envolta les cèl·lules del cervell. De totes maneres, aquelles substàncies que interessa al cos que superin la barrera no són rebutjades, per tant parlem d'una barrera selectivament permeable.

### Meninges
Són làmines protectores que envolten el cervell i la medul·la i consten de 3 capes:
- Duramàter: Més externa i resistent.
- Aracnoides: Capa intermedia
- Piamater: íntimament unida al cervell i la medul·la.